# Ella Eklund
Elin Dorotea "Ella" Eklund (Estocolm, 6 de febrer de 1894 – Estocolm, 17 d'agost de 1953) va ser una saltadora sueca que va competir als Jocs Olímpics d'Estiu de 1912.
Va prendre part en la prova de palanca de 10 metres del programa de salts, en la qual va finalitzar en cinquena posició.